# Werrington County, New South Wales
Werrington County este o suburbie în Sydney, Australia.